# Muzeum Artylerii w Toruniu
Muzeum Artylerii w Toruniu – oddział Muzeum Wojsk Lądowych w Bydgoszczy, mieszczący się przy ul. Jana Sobieskiego 36.
Muzeum Artylerii nawiązuje do przedwojennego Muzeum Sprzętu Artylerii, działającego w Oficerskiej Szkole Artylerii. Zbiory tego muzeum oraz archiwalia przepadły podczas II wojny światowej. Pod koniec lat 60. zaproponowano utworzenie nowego muzeum artylerii. Miały znaleźć się w nim historyczne egzemplarze sprzętu artyleryjskiego, używane w Oficerskiej Szkole Artylerii do celów edukacyjnych. 14 stycznia 1977 roku założono Muzeum Artylerii w Wyższej Szkole Oficerskiej Wojsk Rakietowych i Artylerii im. Gen. Józefa Bema (WSOWRiA). Pomysłodawcą budowy muzeum był gen. bryg. Stanisław Żak, ówczesny komendant WSOWRiA. Muzeum miało za zadanie wspierać edukację historyczną żołnierzy oraz podtrzymywać tradycję artyleryjskie. W celu organizacji muzeum utworzono zespół pracowników szkoły. Przewodniczącym zespołu został płk dypl. Henryk Nielepiec. Otwarcie muzeum miało miejsce 2 września 1978 roku. 22 kwietnia 2002 roku muzeum przejęło Centrum Szkolenia Artylerii i Uzbrojenia. W 2012 roku zbiory przekazano działającemu od 1973 roku Muzeum Wojsk Lądowych w Bydgoszczy, w którym utworzono Muzeum Artylerii w Toruniu Oddział Muzeum Wojsk Lądowych w Bydgoszczy. Nowa instytucja działa od września 2013 roku.